# Benito Pardo
Benito Pardo (* in Spanien) ist ein ehemaliger spanisch-mexikanischer Fußballspieler, der vorwiegend im Mittelfeld agierte.

## Leben
Pardo spielte in Mexiko in der auf Amateurbasis betriebenen Hauptstadtliga Española de Fútbol für eine Mannschaft namens Celta FC und stand als Profifußballspieler beim CF Pachuca (zumindest und letztmals beim Torneo México 70), beim Puebla FC (1970–1972), bei Atlético Español (nachweislich seit der Saison 1973/74) und zuletzt bei Cruz Azul unter Vertrag.
Im März 1976 gewann er mit Atlético Español den CONCACAF Champions’ Cup des Spieljahres 1975 und 1978/79 zum Abschluss seiner aktiven Spielerlaufbahn in der mexikanischen Primera División den Meistertitel mit den Cementeros.

## Erfolge
- Mexikanischer Meister: 1978/79
- CONCACAF Champions’ Cup: 1975